# شاهین موسوی
شاهین موسوی (زادهٔ ۵ اردیبهشت ۱۳۷۳ در تهران) بوکسور اهل ایران است. وی در بازی‌های المپیک تابستانی ۲۰۲۰شرکت کرده است. در اولین گام و در مرحله یک شانزدهم نهایی مغلوب یوییتو موریواکی از ژاپن شد.وی دارنده سه مدال برنز آسیا در سال‌های ۲۰۱۹ و ۲۰۲۱ و۲۰۲۲ است.

## افتخارات
- مدال برنز مسابقات قهرمانی آسیا (تایلند ۲۰۱۹)[۳]
- کسب سهمیه المپیک ۲۰۲۰ توکیو[۴][۵]
- مدال برنز مسابقات قهرمانی آسیا (امارات ۲۰۲۱)
- مدال برنز مسابقات قهرمانی آسیا (اردن ۲۰۲۳)[۶][۷]